# Sci di fondo all'VIII Universiade invernale
Le gare di sci di fondo alla VIII Universiade invernale di Livigno 1975 si svolsero presso lo Stadio del fondo Azzurri d'Italia di Isolaccia, nel comune di Valdidentro, in Italia.

## Podi

### Uomini
| Evento                       | Oro              | Tempo      | Argento         | Tempo      | Bronzo                                                                | Tempo      |
| 15 km (dettagli)             | Yuriy Vahruzhev  | 46'19"5    | Valeriy Isayev  | 47'19"64   | Yevgeniy Belyayev                                                     | 47'47"41   |
| 30 km (dettagli)             | Valeriy Isayev   | 1h45'31"31 | Yuriy Vahruzhev | 1h46'28"57 | Nikolay Gorshkov                                                      | 1h47"59"27 |
| Staffetta 4x10 km (dettagli) | Unione Sovietica |            | Cecoslovacchia  |            | Polonia Zygmunt Janocha Ryszard Cypruch Tadeusz Majoch Wiesław Karwel |            |

### Donne
| Evento                      | Oro              | Tempo    | Argento            | Tempo   | Bronzo                                                | Tempo    |
| 10 km (dettagli)            | Blanca Paulu     | 36'41"79 | Natalya Kruglikova | 38'19"1 | Nuranya Latfulina                                     | 39'05"64 |
| Staffetta 3x5 km (dettagli) | Unione Sovietica |          | Cecoslovacchia     |         | Polonia Zofia Majerczyk Barbara Lubera Emilia Pelczar |          |

## Medagliere
| Posizione | Paese            | Oro | Argento | Bronzo | Totale |
| --------- | ---------------- | --- | ------- | ------ | ------ |
| 1         | Unione Sovietica | 4   | 3       | 3      | 10     |
| 2         | Cecoslovacchia   | 1   | 2       | 0      | 3      |
| 3         | Polonia          | 0   | 0       | 2      | 2      |
| Totale    | Totale           | 5   | 5       | 5      | 15     |